# P/2019 T6 (PANSTARRS)
P/2019 T6 (PANSTARRS) est une comète à courte période du système solaire, plus précisément une comète de la famille de Jupiter. Sa trajectoire a une inclinaison de 18,8 degrés et une excentricité de 0,62. Son périhélie se trouve à 2,05 unités astronomiques du Soleil, dans la ceinture principale d'astéroïdes ; la comète y passera le 9 novembre 2019 et il est prévu qu'elle y repasse en 2032. Sa période orbitale est de 12,8 ans, ce qui correspond à un demi-grand axe de 5,46 unités astronomiques, un peu au-delà de l'orbite de Jupiter. Son aphélie est donc à 8,87 unités astronomiques, entre Jupiter et Saturne. La comète croise donc l'orbite de Jupiter.